# Hayate Mukai
Hayate Mukai (japanisch 向井 颯 Mukai Hayate; * 1. Oktober 2003 in Osaka, Präfektur Osaka) ist ein japanischer Fußballspieler.

## Karriere
NAME erlernte das Fußballspielen in der Jugend von Cerezo Osaka sowie in der Schulmannschaft der Kokoku High School. Seinen ersten Vertrag unterschrieb er am 1. Februar 2022 beim Fukushima United FC. Der Verein aus Fukushima spielte in der dritten Liga, der J3 League. 2022 kam er in der Liga nicht zum Einsatz. 2023 bestritt er vier Drittligaspiele. Im Februar 2024 wechselte er auf Leihbasis zum FC Kariya. Der Verein aus Kariya spielt in der fünften Liga, der Tokai Soccer League (Div.1).